# Unitat Fletxa
La Unitat Fletxa (àrab: وحدة سهم, Waḥdat Sahm) és una unitat especial de la Policia Civil Palestina controlada per Hamàs a la Franja de Gaza que es va formar el 2024 durant la Guerra de Gaza. La unitat participa en el conflicte entre Hamàs i les Forces Populars.

## Orígens
La unitat sorgeix a partir d'un grup d'homes de Gaza que mantenien l'ordre amb passamuntanyes i roba negra i apareixien en zones públiques objecte de disturbis, com ara cues per a pa, caixers automàtics i mercats, detenint i colpejant presumptes lladres. Es creia que el seu líder era un agent de policia anònim.
El Ministeri de l'Interior de la Franja de Gaza va adoptar oficialment la unitat el març de 2024, amb els objectius defensar la prevalència de l'organització sobre la població de Gaza, promoure l'estabilitat interna i cooperar amb els comitès tribals locals per protegir els combois d'ajuda mitjançant la intimidació, violència i accions punitives, incloent execucions. Agents de policia, membres de les brigades Izz ad-Din al-Qassam i membres de tribus locals es van unir a les files de la Unitat Fletxa.
Durant la guerra que va provocar l'atac de Hamàs a Israel de 2023, les Forces de Defensa d'Israel (FDI) han atacat els líders de la unitat pel seu paper central en la repressió de la dissidència interna entre els palestins. El 2 de gener de 2025, en un atac aeri a Khan Yunis va eliminar el general de divisió Mahmoud Salah, comandant de la policia de Gaza des de 2019 i creador de la unitat, i el 10 de maig en un atac aeri al barri de Sabra de la ciutat de Gaza al comandant de la unitat, Saqer Talib.